# Azerbejdżan na Letnich Igrzyskach Olimpijskich 2020
Azerbejdżan na Letnich Igrzyskach Olimpijskich 2020 – występ kadry sportowców reprezentujących Azerbejdżan na igrzyskach olimpijskich, które odbyły się w Tokio w Japonii, w dniach 23 lipca–8 sierpnia 2021 roku.
Reprezentacja azerbejdżańska liczyła 44 zawodników (16 kobiety i 28 mężczyzn), którzy wystąpili w 13 dyscyplinach. Był to siódmy udział tego kraju w letnich igrzyskach.

## Zdobyte medale
| Medal  | Zawodnik         | Dyscyplina | Konkurencja              | Rezultat                                            | Data       |
| ------ | ---------------- | ---------- | ------------------------ | --------------------------------------------------- | ---------- |
| Srebro | Rəfael Ağayev    | Karate     | do 75 kg (Kumite)        | P 0-1 (pokonał go Włoch Luigi Busà)                 | 6 sierpnia |
| Srebro | Hacı Əliyev      | Zapasy     | do 65 kg (st. wolny)     | P 4-5 (pokonał go Japończyk Takuto Otoguro)         | 7 sierpnia |
| Srebro | İrina Zaretska   | Karate     | powyżej 61 kg (Kumite)   | P 0-2 (pokonała ją Egipcjanka Feryal Abdelaziz)     | 7 sierpnia |
| Brąz   | Iryna Kindzerska | Judo       | powyżej 78 kg            | W 10–0 (pokonana Chinka Xu Shiyan)                  | 30 lipca   |
| Brąz   | Loren Alfonso    | Boks       | waga półciężka           | P 0-5 (pokonał go Kubańczyk Arlen López)            | 1 sierpnia |
| Brąz   | Rafiq Hüseynov   | Zapasy     | do 77 kg (st. klasyczny) | W 4-1 (pokonany Armeńczyk Karapet Czalian)          | 3 sierpnia |
| Brąz   | Marija Stadnik   | Zapasy     | do 50 kg (st. wolny)     | W 10-0 (pokonana Mongołka Cogt-Ocziryn Namuunceceg) | 7 sierpnia |

## Reprezentanci

### Badminton
Mężczyźni
| Konkurencja    | Zawodnik           | Faza grupowa          | Faza grupowa            | Faza grupowa | Eliminacje       | Ćwierćfinał      | Półfinał         | Finał / BM       | Finał / BM | Źródło            |
| Konkurencja    | Zawodnik           | Przeciwnik Wynik      | Przeciwnik Wynik        | Miejsce      | Przeciwnik Wynik | Przeciwnik Wynik | Przeciwnik Wynik | Przeciwnik Wynik | Miejsce    | Źródło            |
| -------------- | ------------------ | --------------------- | ----------------------- | ------------ | ---------------- | ---------------- | ---------------- | ---------------- | ---------- | ----------------- |
| gra pojedyncza | Ade Resky Dwicahyo | Nguyễn W 21-14, 21-18 | Antonsen P 16-21, 15-21 | 2.           | NQ               | NQ               | NQ               | NQ               | NQ         | [ 1 ] [ 2 ] [ 3 ] |

### Boks
Mężczyźni
| Konkurencja      | Zawodnik            | 1/16             | 1/8              | Ćwierćfinał      | Półfinał         | Finał            | Finał   | Źródło |
| Konkurencja      | Zawodnik            | Przeciwnik Wynik | Przeciwnik Wynik | Przeciwnik Wynik | Przeciwnik Wynik | Przeciwnik Wynik | Miejsce | Źródło |
| ---------------- | ------------------- | ---------------- | ---------------- | ---------------- | ---------------- | ---------------- | ------- | ------ |
| waga piórkowa    | Tayfur Əliyev       | Nguyễn P 2-3     | NQ               | NQ               | NQ               | NQ               | NQ      | [ 4 ]  |
| waga lekka       | Javid Chalabiyev    | Chartsyz W 5-0   | Bachkov P 1-4    | NQ               | NQ               | NQ               | NQ      | [ 5 ]  |
| waga półśrednia  | Lorenzo Sotomayor   | Madiev P RSC-I   | NQ               | NQ               | NQ               | NQ               | NQ      | [ 6 ]  |
| waga półciężka   | Loren Alfonso       | BYE              | Rozmetov W 4-1   | Malkan W 5-0     | López P 0-5      | NQ               | brąz    | [ 7 ]  |
| waga superciężka | Mahammad Abdullayev | Latypov W 3-1    | Jalolov P 0-5    | NQ               | NQ               | NQ               | NQ      | [ 8 ]  |

### Gimnastyka

#### Gimnastyka sportowa
Mężczyźni – zawody indywidualne
| Konkurencja           | Zawodnik     | Kwalifikacje | Kwalifikacje | Kwalifikacje | Kwalifikacje | Kwalifikacje | Kwalifikacje | Kwalifikacje | Kwalifikacje | Finał    | Finał    | Finał    | Finał    | Finał    | Finał    | Finał | Finał   | Źródło |
| Konkurencja           | Zawodnik     | Przyrząd     | Przyrząd     | Przyrząd     | Przyrząd     | Przyrząd     | Przyrząd     | Suma         | Miejsce      | Przyrząd | Przyrząd | Przyrząd | Przyrząd | Przyrząd | Przyrząd | Suma  | Miejsce | Źródło |
| Konkurencja           | Zawodnik     | F            | PH           | R            | V            | PB           | HB           | Suma         | Miejsce      | F        | PH       | R        | V        | PB       | HB       | Suma  | Miejsce | Źródło |
| --------------------- | ------------ | ------------ | ------------ | ------------ | ------------ | ------------ | ------------ | ------------ | ------------ | -------- | -------- | -------- | -------- | -------- | -------- | ----- | ------- | ------ |
| wielobój indywidualny | İvan Tixonov | 13 233       | 13 366       | 14 200       | 13 600       | 12 766       | 13 133       | 80 298       | 45.          | NQ       | NQ       | NQ       | NQ       | NQ       | NQ       | NQ    | NQ      | [ 9 ]  |

Kobiety – zawody indywidualne
| Konkurencja           | Zawodniczka      | Kwalifikacje | Kwalifikacje | Kwalifikacje | Kwalifikacje | Kwalifikacje | Kwalifikacje | Finał    | Finał    | Finał    | Finał    | Finał | Finał   | Źródło |
| Konkurencja           | Zawodniczka      | Przyrząd     | Przyrząd     | Przyrząd     | Przyrząd     | Suma         | Miejsce      | Przyrząd | Przyrząd | Przyrząd | Przyrząd | Suma  | Miejsce | Źródło |
| Konkurencja           | Zawodniczka      | V            | UB           | BB           | F            | Suma         | Miejsce      | V        | UB       | BB       | F        | Suma  | Miejsce | Źródło |
| --------------------- | ---------------- | ------------ | ------------ | ------------ | ------------ | ------------ | ------------ | -------- | -------- | -------- | -------- | ----- | ------- | ------ |
| wielobój indywidualny | Marina Nekrasowa | 13 133       | 10 833       | 12 266       | 12 000       | 48 232       | 70.          | NQ       | NQ       | NQ       | NQ       | NQ    | NQ      | [ 10 ] |

#### Gimnastyka artystyczna
| Konkurencja   | Zawodniczka     | Kwalifikacje | Kwalifikacje | Kwalifikacje | Kwalifikacje | Kwalifikacje | Kwalifikacje | Finał  | Finał | Finał   | Finał   | Finał | Finał   | Źródło |
| Konkurencja   | Zawodniczka     | Obręcz       | Piłka        | Maczugi      | Wstążka      | Suma         | Miejsce      | Obręcz | Piłka | Maczugi | Wstążka | Suma  | Miejsce | Źródło |
| ------------- | --------------- | ------------ | ------------ | ------------ | ------------ | ------------ | ------------ | ------ | ----- | ------- | ------- | ----- | ------- | ------ |
| indywidualnie | Zöhrə Ağamirova | 23 000       | 23 400       | 21 500       | 19 900       | 87 800       | 18.          | NQ     | NQ    | NQ      | NQ      | NQ    | NQ      | [ 11 ] |

| Konkurencja | Zawodniczka                                                                          | Kwalifikacje | Kwalifikacje         | Kwalifikacje | Kwalifikacje | Finał     | Finał                | Finał | Finał   | Źródło |
| Konkurencja | Zawodniczka                                                                          | 5 wstążek    | 3 maczugi, 2 obręcze | Suma         | Miejsce      | 5 wstążek | 3 maczugi, 2 obręcze | Suma  | Miejsce | Źródło |
| ----------- | ------------------------------------------------------------------------------------ | ------------ | -------------------- | ------------ | ------------ | --------- | -------------------- | ----- | ------- | ------ |
| drużynowo   | Ləman Əlimuradova Zeynəb Hümmətova Jelizawieta Łuzan Nərminə Səmədova Darja Sorokina | 36 700       | 37 650               | 74 350       | 10.          | NQ        | NQ                   | NQ    | NQ      | [ 12 ] |

### Judo
Mężczyźni
| Konkurencja    | Zawodnik           | 1/32             | 1/16                | 1/8                  | Ćwierćfinał      | Półfinał         | Repasaż          | Finał / BM       | Finał / BM | Źródło |
| Konkurencja    | Zawodnik           | Przeciwnik Wynik | Przeciwnik Wynik    | Przeciwnik Wynik     | Przeciwnik Wynik | Przeciwnik Wynik | Przeciwnik Wynik | Przeciwnik Wynik | Miejsce    | Źródło |
| -------------- | ------------------ | ---------------- | ------------------- | -------------------- | ---------------- | ---------------- | ---------------- | ---------------- | ---------- | ------ |
| do 60 kg       | Kəramət Hüseynov   | N/A              | McKenzie W 01-00    | Chkhvimiani P 00-10  | NQ               | NQ               | NQ               | NQ               | NQ         | [ 13 ] |
| do 66 kg       | Orxan Səfərov      | N/A              | Sierikżanow P 00-01 | NQ                   | NQ               | NQ               | NQ               | NQ               | NQ         | [ 14 ] |
| do 73 kg       | Rüstəm Orucov      | BYE              | Moguszkow W 01-00   | Makhmadbekov W 01-00 | Ōno P 00-10      | NQ               | Gjakova W 01-00  | An P 01-00       | 5.         | [ 15 ] |
| do 81 kg       | Murad Fatiyev      | BYE              | Harris W W/O        | Mollaei P 00-01      | NQ               | NQ               | NQ               | NQ               | NQ         | [ 16 ] |
| do 90 kg       | Məmmədəli Mehdiyev | BYE              | Bozbajew W 01-00    | Igolnikow P 00-01    | NQ               | NQ               | NQ               | NQ               | NQ         | [ 17 ] |
| do 100 kg      | Zelym Kotsoiev     | N/A              | Iddir W 01-00       | Nahas P 10-00        | NQ               | NQ               | NQ               | NQ               | NQ         | [ 18 ] |
| powyżej 100 kg | Uşangi Kokauri     | N/A              | Sarnacki W 10-00    | Silva P 00-10        | NQ               | NQ               | NQ               | NQ               | NQ         | [ 19 ] |

Kobiety
| Konkurencja   | Zawodniczka      | 1/16                | 1/8                 | Ćwierćfinał         | Półfinał            | Repasaż             | Finał / BM          | Finał / BM | Źródło |
| Konkurencja   | Zawodniczka      | Przeciwniczka Wynik | Przeciwniczka Wynik | Przeciwniczka Wynik | Przeciwniczka Wynik | Przeciwniczka Wynik | Przeciwniczka Wynik | Miejsce    | Źródło |
| ------------- | ---------------- | ------------------- | ------------------- | ------------------- | ------------------- | ------------------- | ------------------- | ---------- | ------ |
| do 48 kg      | Aisha Gurbanli   | Costa P 00-01       | NQ                  | NQ                  | NQ                  | NQ                  | NQ                  | NQ         | [ 20 ] |
| powyżej 78 kg | Iryna Kindzerśka | BYE                 | Cerić W 10-00       | Han W 11-00         | Sone P 00-10        | BYE                 | Xu W 10-00          | brąz       | [ 21 ] |

### Karate
Kumite
| Konkurencja             | Zawodnik            | Faza grupowa      | Faza grupowa     | Faza grupowa     | Faza grupowa     | Faza grupowa | Półfinał         | Finał            | Finał   | Źródło |
| Konkurencja             | Zawodnik            | Przeciwnik Wynik  | Przeciwnik Wynik | Przeciwnik Wynik | Przeciwnik Wynik | Miejsce      | Przeciwnik Wynik | Przeciwnik Wynik | Miejsce | Źródło |
| ----------------------- | ------------------- | ----------------- | ---------------- | ---------------- | ---------------- | ------------ | ---------------- | ---------------- | ------- | ------ |
| do 67 kg (mężczyźni)    | Firdovsi Fərzəliyev | Assadiłow P 2-6   | Şamdan P 1-7     | El-Sawy P 0-1    | Sago W 1-0       | 5.           | NQ               | NQ               | NQ      | [ 22 ] |
| do 75 kg (mężczyźni)    | Rəfael Ağayev       | Busà P 1-3        | Bitsch W 2-1     | Ażikanow W 3-2   | Yahiro W 5-0     | 2.           | Hárspataki W 7-0 | Busà P 0-1       | srebro  | [ 23 ] |
| powyżej 61 kg (kobiety) | İrina Zaretska      | Bierulcjewa P 4-5 | Semeraro W 3-2   | Uekusa W 4-1     | Hocaoğlu W 4-0   | 1.           | Gong W 7-2       | Abdelaziz P 0-2  | srebro  | [ 24 ] |

### Kolarstwo

#### Kolarstwo szosowe
| Konkurencja                            | Zawodnik     | Czas | Miejsce | Źródło |
| -------------------------------------- | ------------ | ---- | ------- | ------ |
| wyścig ze startu wspólnego (mężczyźni) | Elçin Əsədov | DNF  | DNF     | [ 25 ] |

### Lekkoatletyka
Mężczyźni
| Konkurencja | Zawodnik      | Eliminacje | Eliminacje | Finał | Finał   | Źródło |
| Konkurencja | Zawodnik      | Wynik      | Miejsce    | Wynik | Miejsce | Źródło |
| ----------- | ------------- | ---------- | ---------- | ----- | ------- | ------ |
| trójskok    | Nazim Babayev | 16,72      | 8.         | NQ    | NQ      | [ 26 ] |

Kobiety
| Konkurencja | Zawodniczka  | Eliminacje | Eliminacje | Finał | Finał   | Źródło |
| Konkurencja | Zawodniczka  | Wynik      | Miejsce    | Wynik | Miejsce | Źródło |
| ----------- | ------------ | ---------- | ---------- | ----- | ------- | ------ |
| rzut młotem | Hanna Skydan | 69,57      | 8.         | NQ    | NQ      | [ 27 ] |

### Pływanie
Mężczyźni
| Konkurencja        | Zawodnik        | Eliminacje | Eliminacje | Finał | Finał   | Źródło |
| Konkurencja        | Zawodnik        | Czas       | Miejsce    | Czas  | Miejsce | Źródło |
| ------------------ | --------------- | ---------- | ---------- | ----- | ------- | ------ |
| 400 m st. zmiennym | Maksim Şemberev | 4:19,40    | 26.        | NQ    | NQ      | [ 28 ] |

Kobiety
| Konkurencja          | Zawodniczka            | Eliminacje | Eliminacje | Półfinał | Półfinał | Finał | Finał   | Źródło |
| Konkurencja          | Zawodniczka            | Czas       | Miejsce    | Czas     | Miejsce  | Czas  | Miejsce | Źródło |
| -------------------- | ---------------------- | ---------- | ---------- | -------- | -------- | ----- | ------- | ------ |
| 100 m st. motylkowym | Maryam Sheikh Alizadeh | 1:01,37    | 30.        | NQ       | NQ       | NQ    | NQ      | [ 29 ] |

### Strzelectwo
Mężczyźni
| Konkurencja                   | Zawodnik     | Kwalifikacje | Kwalifikacje | Finał  | Finał   | Źródło |
| Konkurencja                   | Zawodnik     | Punkty       | Miejsce      | Punkty | Miejsce | Źródło |
| ----------------------------- | ------------ | ------------ | ------------ | ------ | ------- | ------ |
| pistolet pneumatyczny, 10 m   | Ruslan Lunev | 574          | 20.          | NQ     | NQ      | [ 30 ] |
| pistolet szybkostrzelny, 25 m | Ruslan Lunev | 567          | 21.          | NQ     | NQ      | [ 30 ] |
| skeet                         | Emin Jafarov | 116          | 26.          | NQ     | NQ      | [ 30 ] |

### Szermierka
Kobiety
| Konkurencja          | Zawodniczka | 1/32                | 1/16                | 1/8                 | Ćwierćfinał         | Półfinał            | Finał / BM          | Finał / BM | Źródło |
| Konkurencja          | Zawodniczka | Przeciwniczka Wynik | Przeciwniczka Wynik | Przeciwniczka Wynik | Przeciwniczka Wynik | Przeciwniczka Wynik | Przeciwniczka Wynik | Miejsce    | Źródło |
| -------------------- | ----------- | ------------------- | ------------------- | ------------------- | ------------------- | ------------------- | ------------------- | ---------- | ------ |
| szabla indywidualnie | Anna Baszta | BYE                 | Stone W 15-9        | Nikitina P 13-15    | NQ                  | NQ                  | NQ                  | NQ         | [ 31 ] |

### Taekwondo
Mężczyźni
| Konkurencja | Zawodnik    | 1/8              | Ćwierćfinał       | Półfinał         | Repasaż 1        | Repasaż 2        | Finał/ BM        | Finał/ BM | Źródło |
| Konkurencja | Zawodnik    | Przeciwnik Wynik | Przeciwnik Wynik  | Przeciwnik Wynik | Przeciwnik Wynik | Przeciwnik Wynik | Przeciwnik Wynik | Miejsce   | Źródło |
| ----------- | ----------- | ---------------- | ----------------- | ---------------- | ---------------- | ---------------- | ---------------- | --------- | ------ |
| do 80 kg    | Milad Bejgi | Liu W 15-11      | Rafalovich P 1-12 | NQ               | NQ               | NQ               | NQ               | NQ        | [ 32 ] |

Kobiety
| Konkurencja | Zawodniczka    | 1/8                 | Ćwierćfinał         | Półfinał            | Repasaż 1           | Repasaż 2           | Finał/ BM           | Finał/ BM | Źródło |
| Konkurencja | Zawodniczka    | Przeciwniczka Wynik | Przeciwniczka Wynik | Przeciwniczka Wynik | Przeciwniczka Wynik | Przeciwniczka Wynik | Przeciwniczka Wynik | Miejsce   | Źródło |
| ----------- | -------------- | ------------------- | ------------------- | ------------------- | ------------------- | ------------------- | ------------------- | --------- | ------ |
| do 67 kg    | Fəridə Əzizova | McPherson P 5-8     | NQ                  | NQ                  | NQ                  | NQ                  | NQ                  | NQ        | [ 33 ] |

### Triathlon
| Konkurencja | Zawodnik          | Pływanie (1,5 km) | Zmiana | Kolarstwo (40 km) | Zmiana | Bieg (10 km) | Czas całkowity | Miejsce | Źródło |
| ----------- | ----------------- | ----------------- | ------ | ----------------- | ------ | ------------ | -------------- | ------- | ------ |
| mężczyźni   | Rostysław Piewcow | 18:27             | 0:39   | 57:50             | 0:33   | 33:17        | 1:50:46        | 41.     | [ 34 ] |

### Zapasy
Mężczyźni – styl wolny
| Konkurencja | Zawodnik       | 1/8              | Ćwierćfinał       | Półfinał         | Repasaż          | Finał / BM       | Finał / BM | Źródło |
| Konkurencja | Zawodnik       | Przeciwnik Wynik | Przeciwnik Wynik  | Przeciwnik Wynik | Przeciwnik Wynik | Przeciwnik Wynik | Miejsce    | Źródło |
| ----------- | -------------- | ---------------- | ----------------- | ---------------- | ---------------- | ---------------- | ---------- | ------ |
| do 65 kg    | Hacı Əliyev    | Diatta W 4-0     | Nijazbiekow W 9-1 | Kumar W 12-5     | BYE              | Otoguro P 4-5    | srebro     | [ 35 ] |
| do 74 kg    | Turan Bayramov | Mychajłow W 4-2  | Chamizo P 1-3     | NQ               | NQ               | NQ               | NQ         | [ 36 ] |
| do 97 kg    | Şərif Şərifov  | Sadułajew P 0-5  | NQ                | NQ               | NQ               | NQ               | NQ         | [ 37 ] |

Mężczyźni – styl klasyczny
| Konkurencja | Zawodnik       | 1/8              | Ćwierćfinał      | Półfinał         | Repasaż          | Finał / BM       | Finał / BM | Źródło |
| Konkurencja | Zawodnik       | Przeciwnik Wynik | Przeciwnik Wynik | Przeciwnik Wynik | Przeciwnik Wynik | Przeciwnik Wynik | Miejsce    | Źródło |
| ----------- | -------------- | ---------------- | ---------------- | ---------------- | ---------------- | ---------------- | ---------- | ------ |
| do 77 kg    | Rafiq Hüseynov | Kessidis W 1-1   | Machmudow P 1-9  | NQ               | Maafi W 11-1     | Czalian W 4-1    | brąz       | [ 38 ] |
| do 87 kg    | İslam Abbasov  | Gregorich P 1-3  | NQ               | NQ               | NQ               | NQ               | NQ         | [ 39 ] |

Kobiety
| Konkurencja | Zawodniczka    | 1/8                 | Ćwierćfinał         | Półfinał            | Repasaż             | Finał / BM          | Finał / BM | Źródło |
| Konkurencja | Zawodniczka    | Przeciwniczka Wynik | Przeciwniczka Wynik | Przeciwniczka Wynik | Przeciwniczka Wynik | Przeciwniczka Wynik | Miejsce    | Źródło |
| ----------- | -------------- | ------------------- | ------------------- | ------------------- | ------------------- | ------------------- | ---------- | ------ |
| do 50 kg    | Marija Stadnik | Orszusz W 11-7      | al-Hamidi W 10-0    | Susaki P 0-11       | BYE                 | Namuunceceg W 10-0  | brąz       | [ 40 ] |
| do 68 kg    | Elis Manolova  | Oborududu P 2-13    | NQ                  | NQ                  | NQ                  | NQ                  | NQ         | [ 41 ] |